# 黎世序
黎世序（1772年—1824年2月20日），初名承惠，字湛溪，又字湛谿、景和。河南省汝寧府羅山縣人，清朝政治人物、水利學家、經學家。諡襄勤。由於治水有功，同治時敕封為孚惠黎河神。

## 生平
嘉慶元年（1796年），中式丙辰科會試，殿試位列第二甲第二十名進士出身。授江西南康府星子縣知縣。因年紀輕，到任時胥吏與縣民都輕視黎世序，等到見其處理政事練達明敏才佩服順從。
二年（1797年），以江西星子縣知縣署理建昌府南豐縣知縣。署任南豐縣時鼓勵農民耕種，縣城外每人賞酒三卮、金花采布各一，慰勞如同家人，用四天完成城池四周勸農。政務閒暇時就前往義學考核督促生徒，並增加撥給學費預算、嚴明教條。正好遇到鄉試舉行，黎世序在河邊為考生張綵設幄、舉樂行酒、各贈考試所需花費，生員都歡欣鼓舞。有豪暴青年為患鄉里，黎世序偵查知悉後將姓名榜列在各城門、關口共一百多人，於是終其任期再無膽敢肆虐者。
四年（1799年），回星子縣本任。
六年（1801年），調江西南昌府南昌縣知縣。南昌縣為江西省城首縣，政務繁重，黎世序每天清晨起床視事，退食後接見賓客。曾處理公務文書連續五夜不倦，令年老的胥吏驚奇稱之「神」。南昌最危害人民的有四：「棍辣、賊竊、賭博、私宰」，許多案件為胥吏所包庇，案情牢不可破，黎世序進行密訪、嚴格拘捕、務求查獲重懲；有素來狡猾而無法捕獲者，黎世序親自帶領壯丁、巡捕探查所在而將之擒拿、依律判決，四境肅然。百姓遞訟詞到縣衙，奸書訟棍表裡為奸，訴訟往往輾轉牽連、拖累不已，多至傾家蕩產；黎世序命令當庭投遞訴狀、當面披詢，情節輕者諭令解釋，情節重者約定期日集訊。能片言折獄，使陳辭無隱情、案件無翻案反訴，縣民特別感覺便利，訟爭也逐漸減少平息。西鄉時常淹水造成新穀歉收，黎世序剛到任就捐出養廉銀增築圩堤，躬親對待居民，不惜數千銀盡臻完善，使西鄉數百邨得以生息、不受水患，居民尸祝之。
七年（1802年）、八年（1803年）屢次發生饑荒，黎世序親自前往各鄉勸令有餘之家通融蠲貸儲糧平糶、親自施賑，兩年存活無數人民。創復東湖書院，書院自明初廢棄近五百年，士人屢次商議復興不果，黎世序慨然出資三千兩提倡，縣人因素來感佩黎世序德教，於是爭相捐輸，三個月落成、招集生徒絃誦其中，黎世序親自講課，見者無不驚歎，各州縣聞風而起創復書院數十處。在任五年，漸次興利除弊，懲治惡徒與奸吏。法庭沒有延滯的訴訟案件、監獄沒有滯留的囚犯，治理情形在當時最受稱道。
十年（1805年），陞江西饒州府軍捕同知。隨後歷署饒州府知府、贛州府知府、袁州府知府。
十三年（1808年），擢江蘇鎮江府知府。丹陽縣練湖常有水患，黎世序建大閘三座，便利航船通行、減少水患。竣工後，黎世序整理舊籍《湖漕成案》、《練湖考》、《練湖歌敘錄》諸書，主編《練湖志》十卷。在任三年，盡心治理農田、水運。期間權署常鎮道。
十六年（1811年）二月，陞淮海道，加按察使銜。到任後與江南河道總督陳鳳翔爭執黃河倪家灘漫口的成因：陳鳳翔主張海口不暢通，下游壅塞導致上游潰決，諉責於淮海道黎世序；而黎世序堅持壅塞處在倪家灘新堤附近，不在海口，並奏請籌辦撤除攔潮壩；經兩江總督百齡勘查後支持黎世序的觀點，黎世序從此知名。朝廷商議開挖新河以疏通淮河海口，黎世序力主河水仍由黃河故道入海，兩江總督百齡大力贊成並奏薦黎世序「人才難得」，嘉慶帝於是否決疏導案，以黎世序治理黃河故道。
十七年（1812年），調任淮揚道。隨後陳鳳翔遭革職遣戍，八月十七日，以黎世序加三品頂戴署理江南河道總督。其子欲前往謀求官職，黎世序拒絕兒子：「今黃河水患頻仍，運河急待疏浚。……功以才成，業因才就，爾其能否？」十月，河庫僅存銀四萬餘兩，黎世序奏為河工緊要，請敕戶部酌撥銀六十萬兩以應急需、並一併撥解來年歲料銀兩以資儲備。霜降，全河安瀾，加恩議敘。十二月出差，由戶部左侍郎初彭齡暫署南河總督。
上任後擬定「束水攻沙」、「蓄清敵黃」方針。上疏言：「自上年大濬，千里長河，王營減壩及李家樓漫口堵合，雲梯關外水深二三丈至四五丈，為近年所未有。而清江浦至雲梯關一帶，較之河底深通時尚高八九尺。此非人力所能猝辦，計惟竭力收蓄湖水，以期暢出。敵黃蓄清之法，在堰、盱二堤，有旨緩辦；今年禮壩跌損，宣洩路少，二堤尤應急築，以資捍衛。」嘉慶帝允准。「束水」指整治堤防、出海口，接築長堤，使河水不散漫而有力沖滌淤沙；「蓄清」則指緊守高家堰的仁、義、禮、智、信五壩，確保洪澤湖清水足夠維持運河水位，使漕運糧船能夠浮送。世序以民為念，見清淮地區土地貧瘠、人民窮困，於是推行種棉、織布以振興經濟。
十八年（1813年），因仁、義、禮三壩壩基毀壞，奏請於蔣家壩附近山岡移建三壩，分三道暫時挑引河水，嘉慶帝詔令詳議，並飭令修繕填實舊壩。隨後如議實行。因較早完成全部漕船渡過黃河，得到議敘。奏請加高徐州護城石堤工程，增築越堤，於清江浦汰黃堤外加重堤，又於駱馬湖尾閭五壩迤下添置碎石滾壩，都得允准。
原先兩江總督百齡擬定在清江浦石馬頭建築圈堤，其灣處對王家營，其上築禦黃壩、下築貼心壩，河面原本寬千餘丈，到此處突然收束為二百丈，反對者認為艱困不便而作罷；黎世序此時重啟並完成該工程。涇縣包世臣以知曉河道事務聞名，黎世序多採用包世臣的學說，但兩人對於築圈堤一事意見不合。黎世序非常倚重幕僚無錫人鄒汝翼，打算援引陳潢的例子舉薦於朝廷，鄒汝翼極力拒絕推辭而作罷。
是年秋季，睢南薛家樓、桃北丁家莊漫水壞堤，「世序躍入河者再」身先士卒以人牆擋水搶工。適遇上游河南睢州決口奪溜，原河道河水大幅減少，睢、桃兩處工程得以順利補築，上諭以黎世序不能事先預防，降一級留任。
河南睢州的決口許久仍未合籠，黃河水大量湧入洪澤湖；黎世序極力趕工宣洩，疏濬清河於清口淤積狹窄處，自束清壩起至禦黃壩，開挑三條引河疏洪，束清壩、鉗口壩等各壩一律開啟，智、仁兩壩以及蔣壩以南，新開挑仁、義兩壩引河，並作為疏洪的水路。
十九年（1814年），實授江南河道總督。黎世序治河，力行「束水對壩，課種柳株，驗土埽，稽垛牛，減漕規例價」。時日越久，淺灘與堤上柳樹茂密，修堤所需土料充足，工程修整完好、河水暢通。黃河暴漲時堤工特別危險，則又以「碎石坦坡」在護堤埽前拋置碎石以摟護之，故能轉危為安並節省築堤開支。至道光三年平時獲奏優異者皆為黎世序的努力。霜降，安瀾無事，下詔嘉獎黎世序「修防得宜」，加二品頂戴。 
二十年（1815年），因固守黃河堤防須依恃閘壩，黎世序奏請建虎山腰滾壩：「徐州十八里屯舊有東西兩閘，金門寬三丈五尺，不足減水。其西南虎山腰兩山對峙，凹處寬二十馀丈，山根石腳相連，可作天然滾壩。北面臨河，即十八里屯，山岡淤於土中，剝平山頂，改作臨河滾壩。以虎山腰為重門擎托，可期穩固。」請求建造清河黃河北岸減壩及徐州西北十八里屯、苗家山、虎山腰修建減壩，以疏洩異常高漲的河水而保護長堤。朝廷議准。對此，包世臣反對說：「河以無溜為至險，攻大埽不與焉；湖以淤底為至險，掣石工不與焉。公謂減黃入湖，為化險為平。黃緩湖高，吾坐見其積平成險也。兩險交至，其禍甚烈。公意在及身，然以憂患貽後世矣。」黎世序奏報也主張滾壩完成後遇到不得已才開啟，然而實際上後來數年每年都啟用。
夏季，洪澤湖水位盛漲，拆展束清壩、禦黃壩，開啟山盱引河滾壩，清水暢通宣洩，正好黃河向東流注，水流沖刷河底更深，束水攻沙成功，嘉慶帝特別下詔嘉獎，賞賜花翎。
二十一年（1816年），京察，議敘。開始於徐州道、淮揚道、淮海道、常鎮道各廳搶辦各案新工、加培堤工。奏請於淮安府山盱廳徐壩汛蔣家壩迤南開挖禮字引河。又奏請撥發來年歲料銀兩、並於就近藩運、關庫撥解以求迅速到工。戶部議准。
二十二年（1817年），因禦黃壩刷深不能施工，束清壩因主流太急也不穩固，黎世序奏請用「重門鉗束」法，在原有二壩水淺之處增築重壩，又於束清壩外增建一壩，於是連年安穩無患，奏減工程物料價格支出之一成。

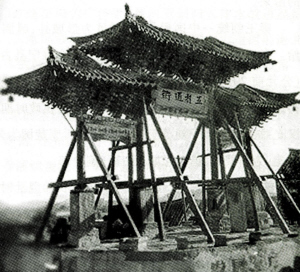
北伐前的五省通衢牌坊

二十三年（1818年），在峰、泰二山之間建滾壩以疏洪，減輕海口水患。於徐州府城東北角黃樓旁、面對黃河河道建「五省通衢牌坊」。
二十五年（1820年），前一年上游的河南睢州、馬營兩決口已經合龍，經過一年後大汛來到，清河縣、安東縣、阜寧縣三縣境內河水水位常與堤平高，然而黎世序也察覺如同包世臣預警，河水中央主流沒有激流大浪，「中泓無溜」隱憂。
道光元年（1821年），入覲，以兩江總督孫玉庭暫署河務。十一月道光帝嘉其勞勩，加太子少保，開復一切處分，賜詩以表示恩寵。主持加培黃河兩岸堤工。
埽前拋碎石的「碎石坦坡」做法自靳輔開始用於高堰，後蘭第錫、吳璥、徐端偶爾採用此法；而黎世序以此通用於每處工程，引來人言籍籍、謗言四起，認為有堵塞河道之虞，連嘉慶帝都致勞垂問關切；南河工程相關官員也紛紛諫止（因工程人員每年歲修才有利可圖，故不樂此舉）。黎世序毅然堅持實行，並問反對者：「君等謂碎石漸趨中浤將塞水道，害在目前乎？抑異日也？」反對者都回答：「不及四十年必當為害。」黎世序回應：「不及四十年，河流不復在此矣！」預測黃河將會改道北徙。此時距離咸豐五年銅瓦廂決口改道凡三十五年，期間未有阻塞且果真應驗改道。本年淮安府境內大荒，主持設粥廠、賑發錢米花費官錢甚巨。
二年（1822年），京察，議敘。動工挑寬徐州城北岸黃河加高護城石堤工程，並銅山縣、沛縣、豐縣、蕭縣、邳州、睢寧縣所屬各廳加培堤工。
三年（1823年），主持重建清河縣城東門外的清河縣學。。在山陽縣東燕家社有崇實書院的學田六百畝，前河督吳璥將其施予普應寺，黎世序計議取回撥給書院未果。
道光四年（1824年），黎世序為了解決「中泓無溜」問題憂心勞瘁，正月二十一日，卒於清江浦衙署，年五十二（數月之後，高家堰決堤）。逝世當天，清河縣民極度悲傷，罷市、街號巷哭「數十年來所未有也」，士紳設靈位哭悼。
道光帝聞訊震悼，下詔褒獎、按例祭葬、從優賜卹，加尚書銜，晉贈太子太保，諡襄勤，入祀賢良祠，授其子黎學淳為主事。道光帝追念從前功勞，賜御製挽詩一首，命勒石於墓、建御碑亭。
死後沒有足夠錢財殯殮，朝廷特派官員運棺歸葬河南羅山定遠鄉故里。江南官員奏請入祀淮安府名宦祠，並在河南羅山縣另建專祠。
江西南昌縣民將東湖書院講堂改建專祠祭祀黎世序，五年（1825年）落成。又呈請督撫將其入祀南昌府名宦祠。 
同治年間勅封黎世序為孚惠黎河神，祭祀於山東陽穀縣張秋鎮。

## 評價
- 《淮安府志》：江南河道自靳輔、張鵬翮任總督而大治之後安瀾順軌百餘年，到乾隆末期，河道官員作風奢侈，公帑多中飽私囊，到嘉慶朝年久失修、河工復壞，以至無歲不決；又因受制於漕運，多任河道總督無不失敗。兩江總督百齡言：「海遇承平，國家閒暇，借要工為汲引張本，借帑項為揮霍鑽營。河員皆紈袴浮華，工所真花天酒地，蓋至舊規全廢。黃強淮弱，豐工、邵工、睢工、鄗工，王營減壩、蘇家山、陳家浦、馬港口疊次漫決，河身中飽，淮水南趨，歲漕四百萬石待之以行，顧此失彼、左絀右支，幾成瓦解土崩之勢。」黎世序上任以來後作風淡泊寧靜，一掃靡俗風氣，江南河道每年歲修大率花費三百萬兩，黎世序任內河務危急、工程繁興，每年仍必節省二三十萬兩。因此唯獨黎世序前後在任十三年，能以恩禮善終。
- 體仁閣大學士曹振鏞自嘉慶十八年起管理工部事務，黎世序任上河道工程奏銷銀兩都由曹振鏞核准，並多次於工部覆議保准工程案。
- 《淮安府志》：「清宣宗知世序忠勤，嘉之曰『幹國良臣』。」
- 《清史稿》評論：「仁宗銳意治河，用人其慎。然承積弊之後，求治愈殷，窟穴於弊者轉益譸張以為嘗試。海口改道之說起，紛紜數載而後定……至黎世序宣勤久任，南河乃安；而減黃病湖，遂遺隱患。得失之故，具於斯焉。」

## 著作

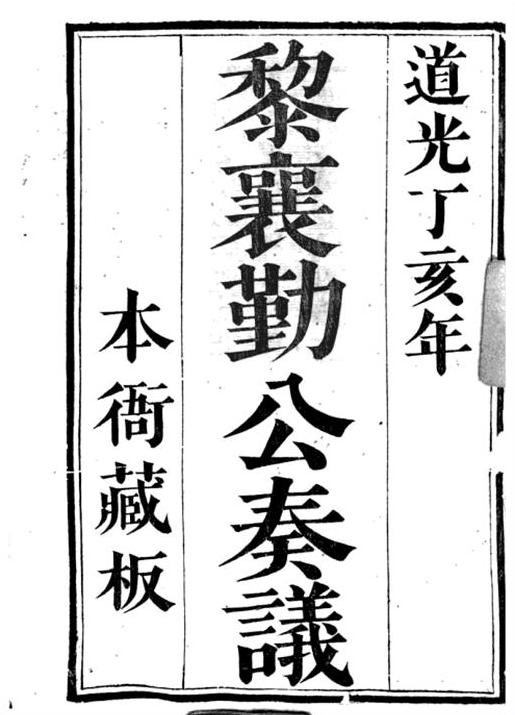
道光七年版《黎襄勤公奏議》卷首扉頁

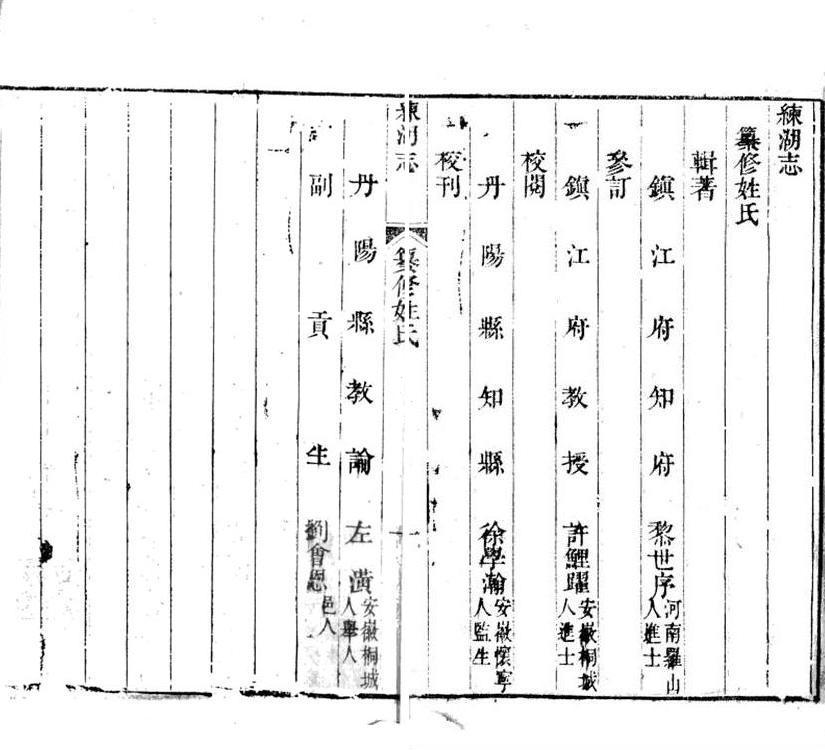
《練湖志》卷首纂修名錄

以河務治水經驗編著多部水利河工典籍。另外通曉易經義理，清河縣人蘇秉國著有《周易通義》，黎世序曾延請之並與其講論。
- 《河上易注》八卷、附《圖說》二卷
- 《東南河渠提要》一百二十卷
- 《續行水金鑑》一百五十六卷
- 《參同契注釋》二卷
- 《湛谿文集》
- 《黎襄勤公奏議》八卷[15]
- 主修《練湖志》十卷

## 家庭及關聯
- 祖父：黎正司。
- 子：
- 黎學淳，欽賜主事。
- 黎學淵，舉人，官內閣中書。
- 黎學澄，副榜貢生。

## 墓葬
黎世序墓位於河南省羅山縣定遠鄉劉店村，並附屬有御碑亭、黎世序專祠。
- 墓體直徑11公尺，座北朝南，以青磚圍砌，上覆封土。西北距御碑亭200公尺。
- 御碑亭因亭内有道光帝御製諭祭碑而得名。現尚存原貌，為河南省省級文物保護單位。御碑亭座北朝南，磚木結構，面寬三間，長8.8公尺，寬6.8公尺，進深6公尺。亭內木柱12，青磚灰瓦飛檐，精雕彩繪。亭內沿牆置三道石碑，三碑原高約3公尺，陽面刻陰文楷書共817字。「黎襄勤公入祀賢良祠碑」居中，右為「諭祭文碑」，左為「御製詩碑」；三碑已於文化大革命遭砸毀，現散落亭中。

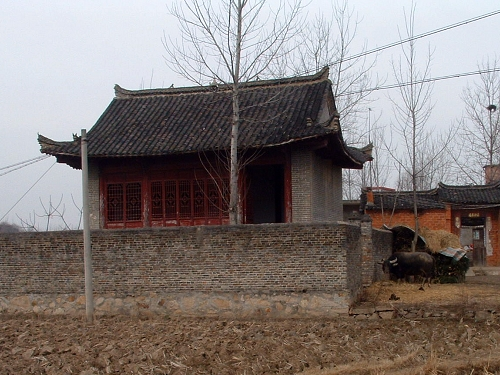
御碑亭正面
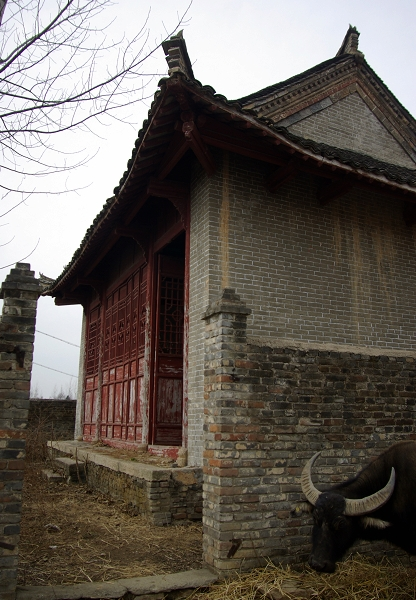
御碑亭近側
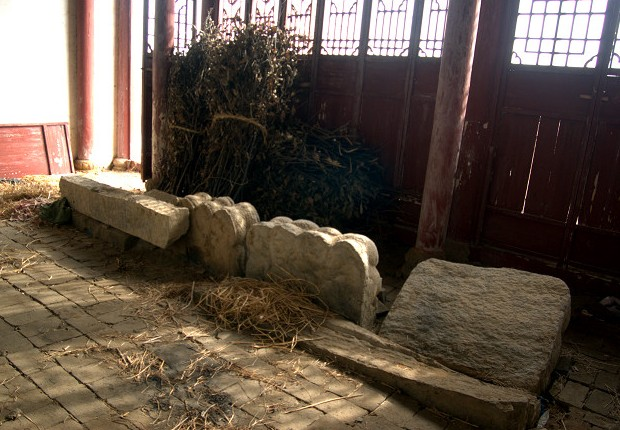
碑體毀於文革，散落亭中。
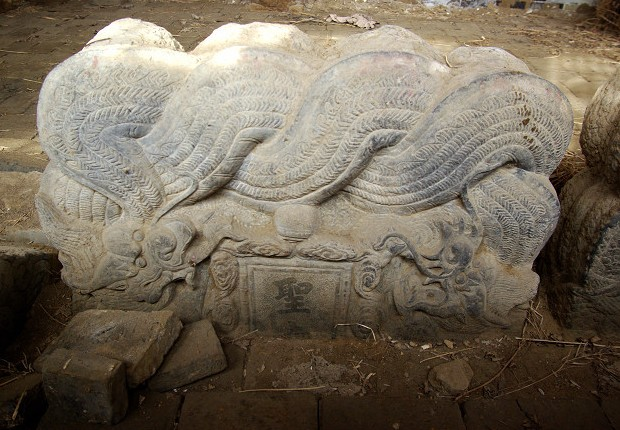
碑額中央「聖旨」二字，兩側雕雙龍戲珠。